# Oskarshamns Allmänna Idrottsklubb
L'Oskarshamns Allmänna Idrottsklubb, meglio noto come Oskarshamns AIK, è una società calcistica svedese con sede nella città di Oskarshamn. Disputa le proprie partite casalinghe all'Arena Oskarshamn.

## Storia
La fondazione del club risale al 1º settembre 1922.
Nel corso della sua storia, la squadra non ha mai raggiunto livelli professionistici.
Il 12 ottobre 2013 i bianconeri ebbero la certezza matematica di chiudere al primo posto nel campionato di Division 2, ottenendo così per la prima volta una matematica promozione in Division 1, il terzo livello del calcio svedese.
Il secondo posto nella Division 1 Södra 2018 portò la squadra a sfiorare una storica promozione in Superettan in un doppio spareggio contro il Varberg: l'Oskarshamns AIK vinse addirittura per 4-2 la gara di andata tra le mura amiche, ma la sconfitta per 2-0 della sfida di ritorno fece svanire il salto di categoria in virtù della regola dei gol fuori casa.

## Palmarès

### Competizioni nazionali
- Division 2: 1

2013